# Eddapriset
Eddapriset (isländska: Edduverðlaunin eller bara Eddan) är ett isländskt pris för inhemsk film och TV. Det delas ut årligen sedan november 1999 av akademin Íslensku Kvikmynda- og Sjónvarpsverðlaunin.

## Priskategorier[2]
- Film (kvikmynd)
- Regi (leikstjórn)
- Manus (handrit)
- Kvinnlig huvudroll (leikkona í aðalhlutverki)
- Manlig huvudroll (leikari í aðalhlutverki)
- Kvinnlig biroll (leikkona í aukahlutverki)
- Manlig biroll (leikari í aukahlutverki)
- Dokumentärfilm (heimildarmynd)
- Kortfilm (stuttmynd)
- Ljud (hljóð)
- Klippning (klipping)
- Foto (kvikmyndataka)
- Musik (tónlist)
- Kostym (búningar)
- Scenografi (leikmynd)
- Smink (gervi)
- Specialeffekter (brellur)
- TV-drama (leikið sjónvarpsefni)
- Barn- och ungdomsinnehåll (barna- og unglingaefni)
- Kultur- eller livsstilsprogram (menningar- eða lifstilsþáttur)
- Nyhets- eller pratprogram (frétta- eða viðtalsþáttur)
- Underhållningsprogram (skemmtiþáttur)
- Akademiens hederspris (heiðursverðlaun ÍKSA)